# Philip and Son
Philip and Son (aussi Philip & Son) était une entreprise de construction navale de Kingswear près de Dartmouth dans le comté de Devon, en Angleterre au Royaume-Uni.
En activité de 1858 à la fin des années 1990, l'entreprise a fourni des emplois pendant près de 141 ans à de nombreux habitants de Dartmouth. Il s'agissait du dernier chantier naval industriel de Dartmouth.
Un film documentaire, "Philip and Son, A Living Memory", présente l'histoire du chantier naval industriel depuis ses débuts jusqu'à sa fermeture.

## Histoire
William Kelly commence à moderniser le chantier du Sandquay de Dartmouth dans les années 1800. George Philip (mort en novembre 1874, 61 ans) quitte Aberdeen pour Dartmouth en 1854, devenant le contremaître de Kelly et gérant trois cales de halage au Sandquay. Avec la retraite de Kelly en 1858, Philip reprend le chantier. Peu de temps après, le fils de Philip, Alexander (surnommé Alec ; mort en 1899), entre dans l'entreprise. En 1874, Alexander hérite du chantier. Dans les années 1880 et 1890, Philip & Son collabore avec Simpson, Strickland and Company of Noss Shipyard pour la production de bateaux de plaisance.
Alexander meurt en 1899, laissant le chantier à ses fils, George Nowell Philip et John Nowell Philip. G.N. Philip devient directeur général et est assisté par son frère, J.N. Philip et son beau-frère, John Jules Sautter (mort en 1951). En 1905, l'entreprise devient une société à responsabilité limitée. Sa publicité de 1908 dans International Marine Engineering indique que la société produit des bateaux à vapeur et des voiliers, des bateaux à passagers et des cargos, des remorqueurs, des vedettes à vapeur et à moteur, des vedettes de l'amirauté et des pinnacles, ainsi que toutes les classes de machines et de chaudières principales et auxiliaires.
Philip & Son reprend Noss Works de Simpson, Strickland en 1918, et deux ans plus tard, ils ouvrent un atelier d'usinage à Noss. Au cours de ces années, Philip & Son se spécialise dans la construction de remorqueurs, d'abord en bois, puis en acier. En 1923, Swan, Hunter and Wigham Richardson, Ltd. détiennent une participation majoritaire dans Philip and Son, Ltd. Au milieu des années 1920, le chantier naval commence à construire des pétroliers côtiers, des ferries et des bateaux d'excursion, tandis que dans la décennie suivante, en plus des navires, des bateaux et des barges, la société produit des kits pour l'assemblage de petites embarcations à l'étranger. En 1934, après la mort de G. N. Philip, Sautter devient le directeur général de la société, qui devient une société anonyme en 1937.
Avant la Seconde Guerre mondiale, la société travaille sur des recherches sur un navire de l'Amirauté entièrement non magnétique; il est lancé en avril 1939. Peu après le début de la guerre, les travaux de recherche sur le navire sont interrompus (après la guerre, le projet est abandonné) et le chantier naval se concentré sur les travaux de l'Amirauté liés à l'effort de guerre. À cette fin, 230 navires en acier et en bois, des corvettes, des dragueurs de mines en bois et des vedettes de sauvetage air-mer pour l'armée de l'air sont construits. Pendant cette période, le chantier répare également des bateaux existants. Lors d'un bombardement de Dartmouth par la Luftwaffe le 18 septembre 1942, le chantier naval Philip & Son est touché et 20 employés sont tués. Deux étudiants de l'école navale sont également tués. Les bombes ont non seulement touché le chantier naval de Noss mais aussi le port de Dartmouth, coulant des avions plus légers en plein vol. La compagnie réussit cependant à poursuivre ses activités, même après l'attaque. Le directeur général a reçu la décoration de l'Ordre de l'Empire britannique (e classe (M.B.E.), en reconnaissance de ses efforts dévoués pour démarrer la production dans les 48 heures suivant l'attaque. Frank Little n'a pas pu identifier le corps de son propre frère après que la bombe ait frappé le chantier.

## Les dernières années
Le programme de construction a prospéré dans les années d'après-guerre. Sautter prend sa retraite en 1947 après avoir travaillé pour Philip & Son pendant près d'un demi-siècle,. En 1950, les directeurs étaient T. Wilton (président), J. A. Philip (directeur), H. G. Philip, J. J. Sautter et G. M. Turnbull. Dans les années 1950, le chantier construit des caboteurs, des pétroliers, des ferries, des remorqueurs, ainsi que des navires de charge et de passagers pour des entreprises étrangères. John Alexander Philip (né en 1896) (directeur du chantier naval, 1923-42 ; directeur, 1930 ; directeur général adjoint, 1942-47 ; directeur général, 1947) devient président en 1957. Le chantier naval et ses filiales connaissent un changement en 1965 et en 1969. En 1981, la société se spécialise dans la réparation de navires, la fabrication d'acier et le génie maritime. Bob Weedon, qui a commencé sa carrière à l'atelier, est directeur des travaux en 1996 et devient membre du conseil d'administration. D.R. Wills est directeur général en 1996. La construction de navires et de bateaux est interrompue en octobre 1999. Le site du chantier naval appartient actuellement à Noss Marina Limited, qui exploite un port de plaisance.
Le film documentaire "Philip and Son, A Living Memory", réalisé avec le soutien des nouveaux propriétaires de la marina de Noss par le cinéaste Chris Watson (de Smith and Watson Productions) et le journaliste et écrivain Phil Scoble de Totnes et présenté en première en 2009, présente l'histoire du chantier naval industriel depuis ses débuts dans les années 1880 jusqu'à sa fermeture éventuelle dans les années 1990 (causée par des différends avec les syndicats et le déclin de l'industrie navale britannique),. Le film a été parrainé par la marina de Noss (aujourd'hui une marina de plaisance) pour conserver le chantier comme un site patrimonial. De nombreux anciens employés de l'entreprise ont participé avec enthousiasme à la réalisation du film et ont exprimé leurs expériences au sein de l'entreprise.